# Johann Löhner
Johann Löhner (Neurenberg, 21 november 1645 - aldaar, 2 april 1705) was een Duitse barokcomponist, organist en zanger.

## Levensloop
Johann Löhner werd geboren als zoon van Johann Joachim Löhner (1599-1650) en Anna Windhesel (†1660). Hij had een tweelingbroer Martin en een oudere zus Anna Maria.
Na het overlijden van moeder Anna in 1660 werd de nog minderjarige Johann opgevangen door de organist Georg Caspar Wecker, die gehuwd was met Johanns zus Anna Maria. Van Wecker ontving hij een muziekopleiding.
Vanaf 1665 bespeelde Löhner het regaal in de Sint-Sebalduskerk. In 1669-1670 was Löhner werkzaam als tenor te Bayreuth. In juli 1670 was hij op studiereis naar Wenen, gevolgd door een bezoek aan Salzburg en Leipzig.
In 1671 was Löhner weer teruggekeerd in Neurenberg en ging aan de slag als tenor bij de Sint Sebalduskerk. Tevens was hij als organist betrokken bij de Lievevrouwekerk. In 1682 volgde een aanstelling als organist van de Heilig-Geist-Kirche, in 1694 van de Sint-Laurentiuskerk. Hij zou daar tot zijn overlijden werkzaam blijven.

## Werken
Van Löhners composities zijn rond de 300 religieuze gezangen bewaard gebleven. Deze zangstukken zijn voor gebruik in huiselijke kring bedoeld en bestaan uit een zangpartij met basso continuo. Enkele composities bevatten tevens ritornello's voor strijkinstrument. In de zangstukken heeft Löhner een volksmuziekachtige stijl toegepast.
In 1673 leverde hij een aantal aria's voor een uitgave van de Pegnitzblumenorde.
Uit 1682 stamt de bundel Auserlesene Kirch- und Tafel-Music, een verzameling van twaalf religieuze concerto's voor solostem, twee violen en basso continuo. Zijn laatste werk publiceerde hij in 1700: een verzameling van 22 canons en twee motetten.
Tevens schreef Löhner vier opera's. Hiervan is echter weinig bewaard gebleven: slechts de libretto's, een orgelzetting en twee verzamelingen met aria's zijn nog aanwezig. Deze aria's vertonen overigens sterke gelijkenissen met zijn religieuze zangstukken.
Löhner heeft geen instrumentale muziek geschreven.